# Corps Rhenania Bonn

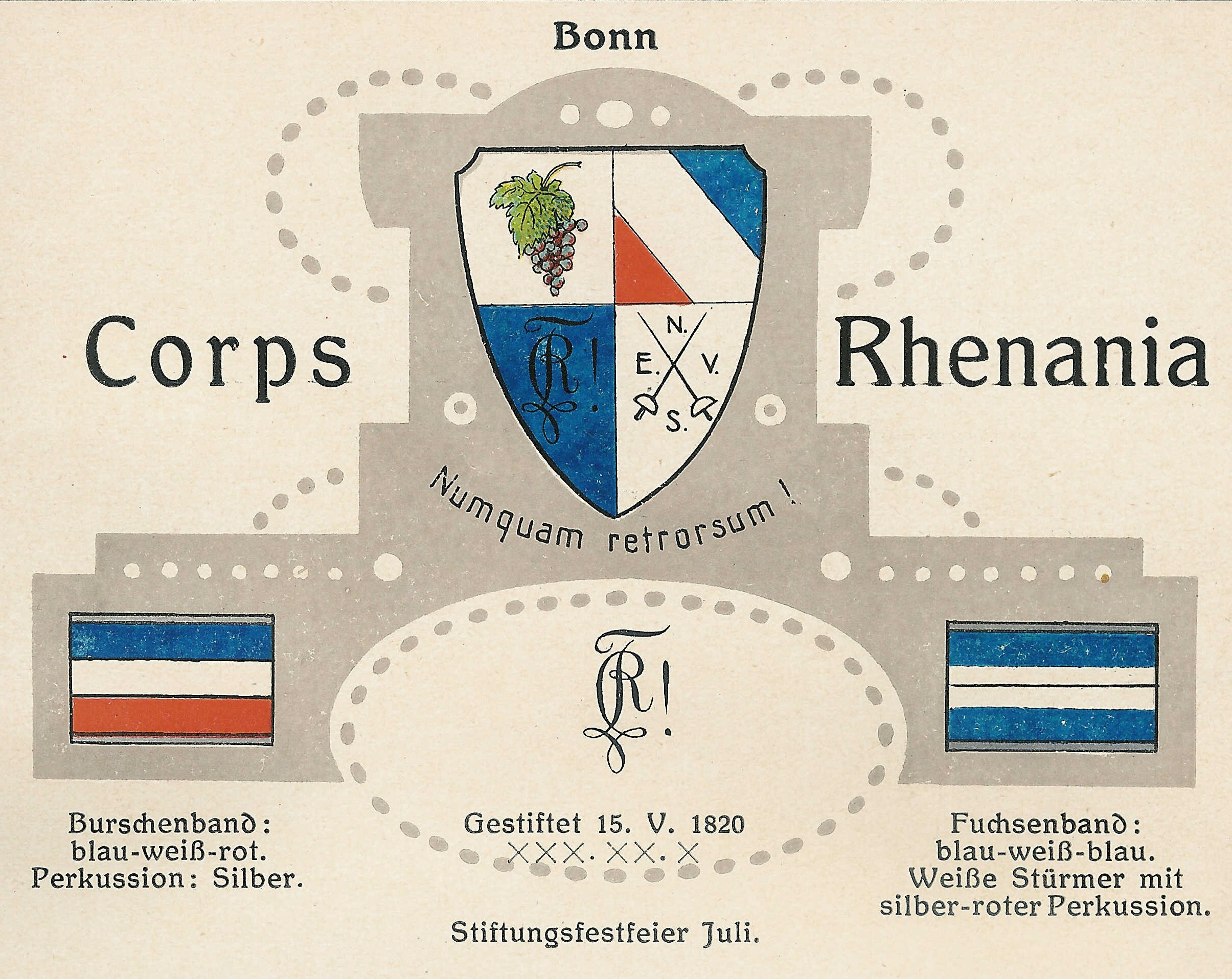
Wappen und Couleur der Rhenania Bonn (1912)

Das Corps Rhenania Bonn  ist eine pflichtschlagende und farbentragende Studentenverbindung im Bonner Senioren-Convent. Das Corps ist die älteste Bonner Studentenverbindung und vereint Studenten und Alumni der Rheinischen Friedrich-Wilhelms-Universität. Die Corpsmitglieder werden Bonner Rhenanen genannt.

## Couleur
Rhenania hatte anfangs die Farben weiß-blau-rot mit silberner Perkussion, weil bei ihrer Stiftung die Befreiungskriege erst fünf Jahre zurücklagen. Die Farben der französischen Trikolore zu tragen schien noch zu gewagt. Die Farben wurden später in blau-weiß-rot geändert, als diese weithin als die Farben des Rheinlandes anerkannt wurden. Dazu wird ein weißer Stürmer oder eine blaue Mütze getragen. Die Rhenanenfüchse tragen ein Fuchsband in blau-weiß-blau mit silberner Perkussion und statt des Stürmers eine blaue Studentenmütze. Der Wahlspruch lautet Einer für alle, alle für einen! und Nunquam retrorsum! (dt. „Weiche niemals zurück!“). Der Wappenspruch ist Sit ensis noster vindex! (dt. „Das Schwert sei unser Schutz“).

## Geschichte

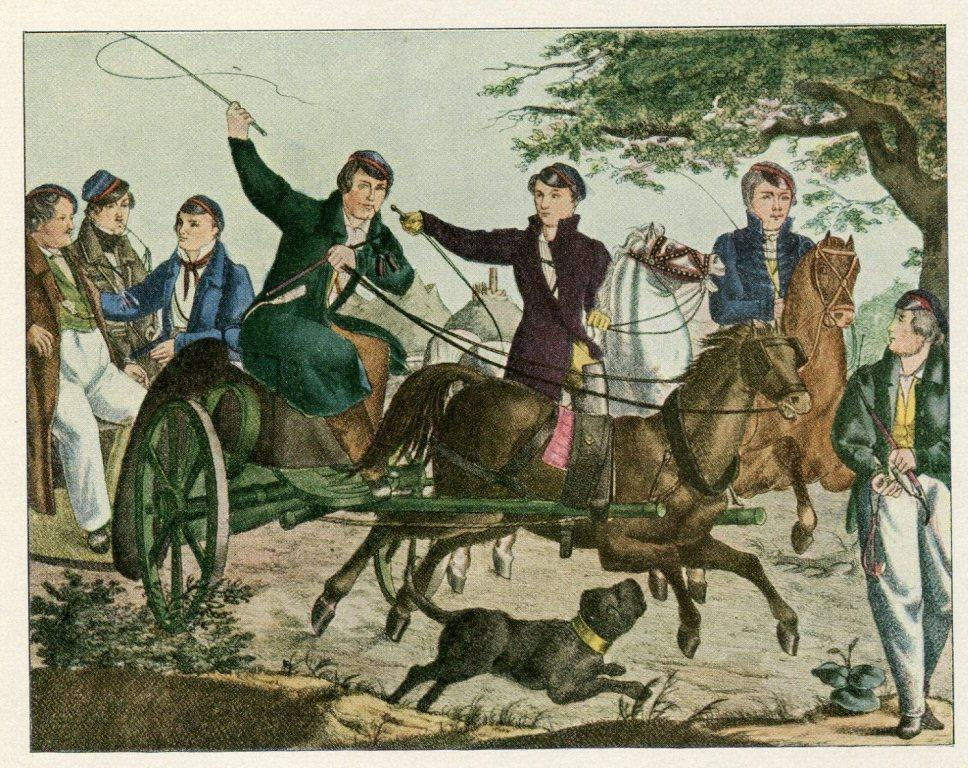
Ausfahrt Bonner Rhenanen nach Godesberg, 1826, kolorierter Kupferstich von Junker

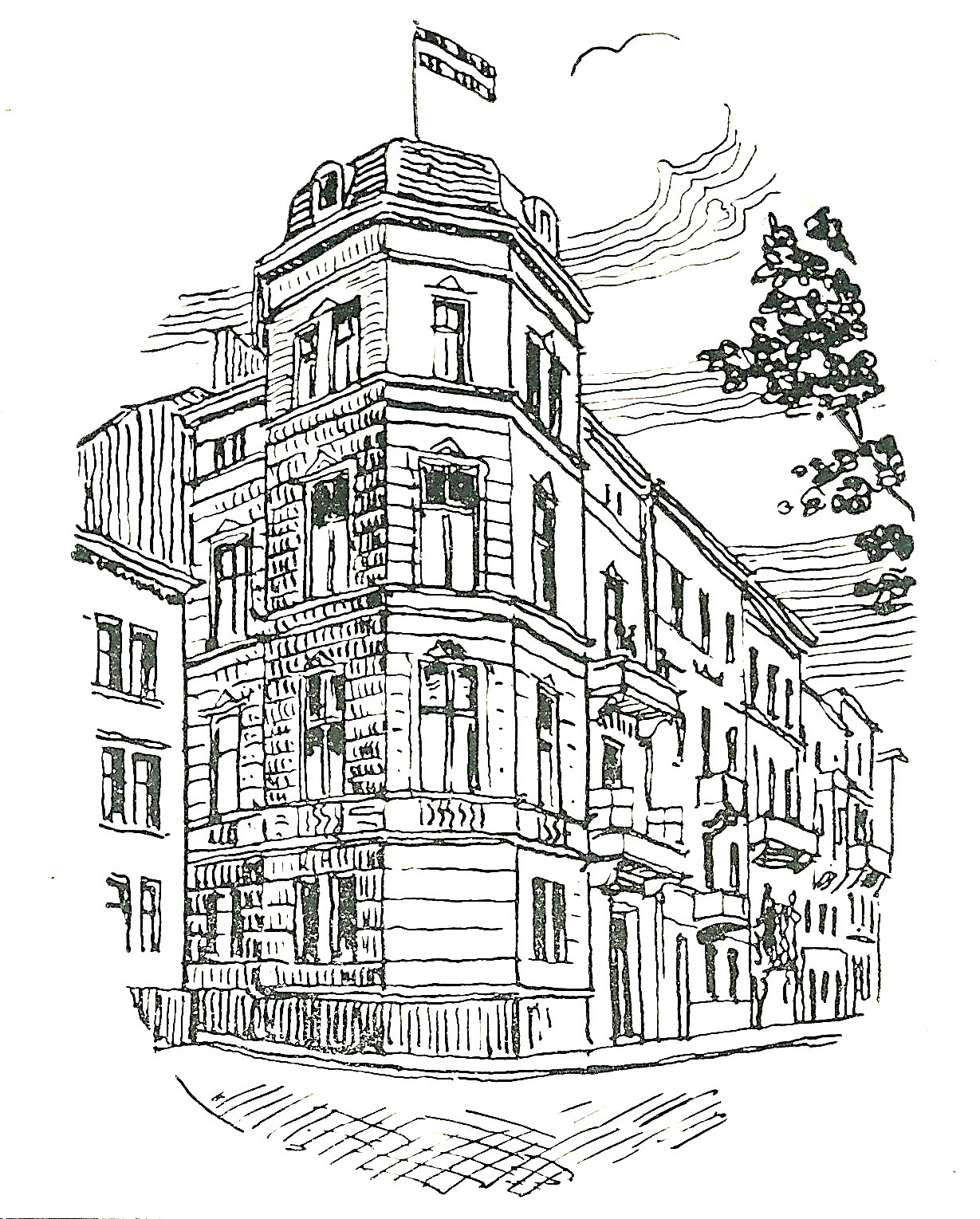
Früheres Haus der Rhenania am Rheinwerft 14; Zeichnung von Hans-Wolff von Ponickau, 1910

Das Corps Rhenania wurde am 15. Mai 1820 von Studenten an der Universität Bonn gestiftet. Die Stifter waren Ludwig Heusner, August v. Sivers, Theodor Friedrich Knyn, Friedrich Theodor Langen, Wilhelm Frießem, Eduard v. Runkel und Carl Sames. Im Sommersemester 1822 durch die Universitätsleitung suspendiert, bestand sie bis zum 1. Mai 1823 im Geheimen weiter. 1824 wurde sie formell rekonstituiert und ein Jahr später wieder suspendiert. Die erneute Rekonstitution erfolgte am 4. Juli 1829. Während der Progresszeit traten einige Mitglieder, Adolph Erlenmeyer, Gustav Eschborn und Karl Friedrich Reinhold Fock im Wintersemester 1843/44 aus und stifteten die Landsmannschaft Teutonia Bonn. Rhenania löste sich 1844 vorübergehend auf. Ihre Mitglieder vereinigten sich mit der Saxonia zu einer Verbindung Saxo-Rhenania mit den Farben blau-weiß-gold. Ein Teil der früheren Mitglieder rekonstituierte das Corps aber am 22. Oktober 1844.
Ab 9. November 1855 erneut suspendiert, wurde Rhenania am 6. Januar 1857 als Corps wieder aufgetan und gehört seither mit dem Bonner Senioren-Convent (Beitritt 1856) dem Kösener Senioren-Convents-Verband (KSCV) an. 1881 unterstützte der Bonner Rhenane Alexander von Claer Leonhard Zander bei seiner Kösener Reforminitiative.

### Rheinlandbesetzung
Während der Alliierten Rheinlandbesetzung hatte Rhenanias Senior eine Organisation von Studenten aufgebaut, die Bonn gegen Separatisten verteidigen sollte, welche eine „Rheinische Republik“ anstrebten. Mit anderen Studenten, Bürgern und Polizei gelang es ihr, die Erstürmung des Bonner Rathauses am frühen Morgen des 25. Oktober 1923 vorerst zu verhindern. Erst im weiteren Verlauf des Tages gelang es den Separatisten unter massiver Hilfe durch französische Truppen das Rathaus zu erobern.

### Zeit des Nationalsozialismus
1934 wurde das Corps mit der Forderung auf Ausschluss seiner jüdischen und mit jüdischen Ehefrauen verheirateten (sogenannt „nichtarisch-versippten“) Corpsbrüder konfrontiert. Diese Forderungen wurden auf der Basis des Gesetzes zur Wiederherstellung des Berufsbeamtentums vom April 1933 gestellt. Die betroffenen Mitglieder traten aus. Rhenania nahm dies in der Hoffnung hin, durch die Anpassung an das neue Regime das Corps zu erhalten. Damit verletzte das Corps den eigentlich für alle Studentenverbindungen gültigen Grundsatz, dass die einmal verliehene Mitgliedschaft einem Angehörigen nur aufgrund schweren Fehlverhaltens aberkannt werden kann. Angesichts dessen und aus Protest gegen die Untätigkeit des Corps in dieser Frage traten weitere Mitglieder aus, die das Ausscheiden der jüdischen Mitglieder nicht hinnehmen wollten. Dieser Schritt konnte das Corps aber nicht vor der Suspension bewahren. Sie erfolgte 1936; Rhenania musste sich auflösen. Im selben Jahr hatte der Corpsburschen-Convent der Teutonia Bonn den Beitritt zum Corps Rhenania beschlossen; der Beschluss wurde aber nie umgesetzt.
Mit Angehörigen des Corps Saxonia Bonn und des Corps Teutonia Bonn unterstützten Alte Herren Rhenanias die SC-Kameradschaft Yorck von Wartenburg. Ihr wurde Rhenanias Corpshaus zur Verfügung gestellt. Entgegen dem Verbot wurden bis 1944 Mensuren gefochten. Am 11. Juni 1944 gehörte Rhenania zu den Corps, die auf der Rudelsburg die Rekonstitution des KSCV beschlossen. Die Vereinbarungen kamen aus kriegsbedingten Gründen nicht mehr zum Tragen. Die GeStaPo leitete eine Untersuchung ein. Die Verfahren verliefen sich in den Wirren der letzten Kriegsmonate.

### Nachkriegszeit

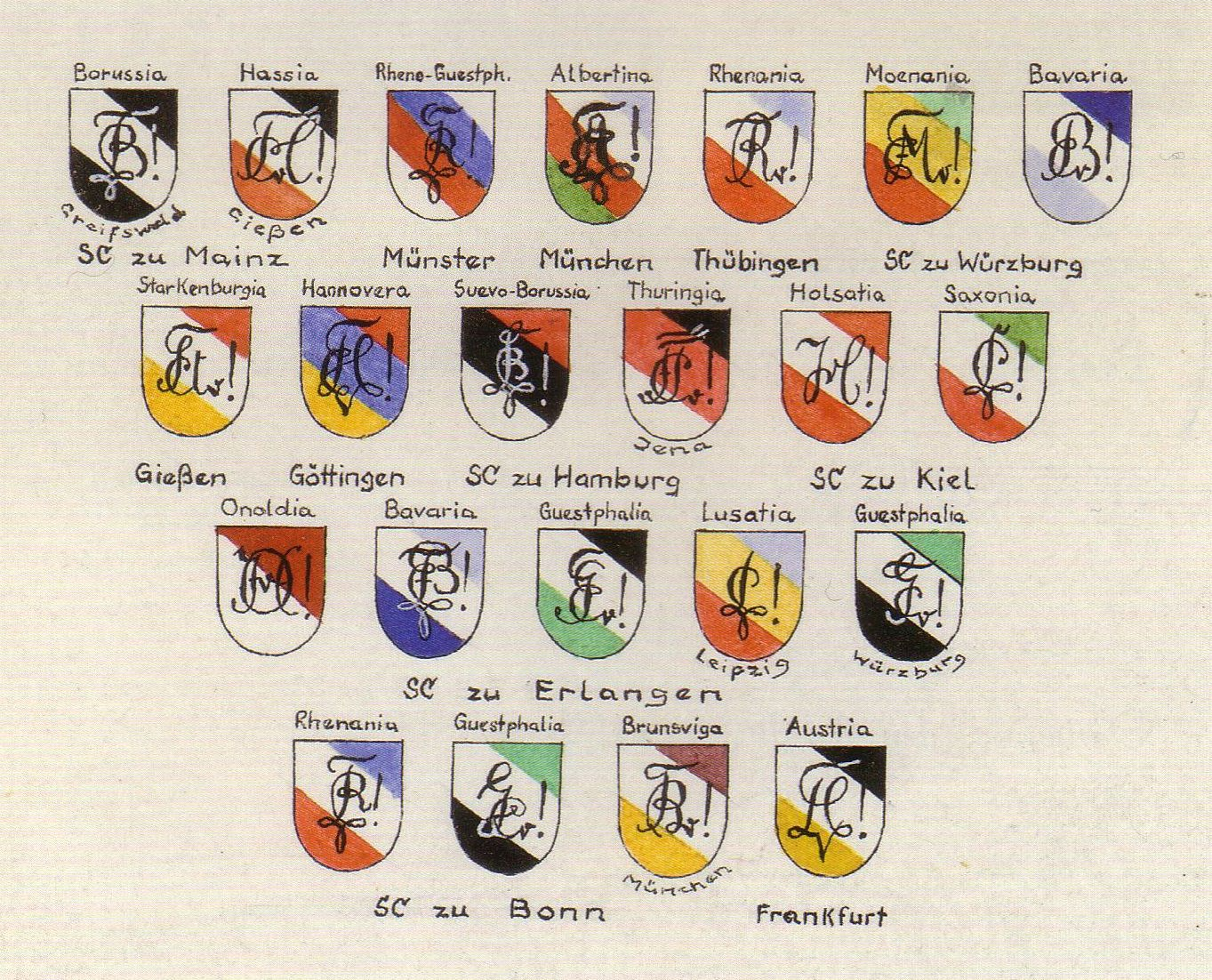
Die Corps in der IG

Auf Rhenanias Veranlassung rief der SC zu Bonn 1949 die Corps nach Altena, wo sich der Verband Alter Corpsstudenten rekonstituiert hatte. Zu dem Treffen am 6./7. Januar 1950 kamen Vertreter von 20 Corps. Beschlossen wurde die Gründung der Interessengemeinschaft, die die Wiederbegründung des KSCV vorbereiten sollte.
Sie erfolgte am 19. Mai 1951 auf der Godesburg. Die Auflösung des KSCV von 1935 wurde nichtig erklärt.
Am 30. Mai 1953 wurde der Altherrenverband des Corps Thuringia Leipzig aufgenommen. Das aktive Corps der Thuringia wurde von Rhenania ab dem 18. Januar 1971 mit einem eigenen Aktivenbetrieb in Saarbrücken wiedereröffnet. Nach der deutschen Vereinigung kehrte Thuringia an ihren Heimatort zurück.
Im Wintersemester 1972/73 suspendierte Rhenania. Im Herbst 1973 begann der Umbau des Hauses. Als Übergangslösung diente das Haus im Florentiusgraben. Am 2. März 1974 rekonstituierten Ernst Brenning I vom Corps Normannia Berlin, Wilhelm Ellinger vom Corps Brunsviga Göttingen und Michael Schlicht vom Corps Thuringia Leipzig das Corps Rhenania. Seitdem herrscht wieder geordneter Corpsbetrieb.
Wie schon 1950 und 1989 stellte Rhenania 2013/14 den Vorortsprecher des KSCV.

## Verhältnisse
Rhenania Bonn steht in folgenden Verhältnisverträgen:
Kartelle
Corps Hasso-Nassovia (1920/1890/1872)
Corps Hassia-Gießen zu Mainz (1920/1858)
Corps Thuringia Leipzig (1922/1920/1903)
Corps Normannia Berlin (1925/1855)
Corps Saxonia Konstanz (2000/1966/1955)
Dabei bilden die drei Corps Rhenania Bonn, Hassia Gießen zu Mainz und Saxonia Konstanz das Rheinische Kartell.
Befreundete
Corps Suevia München (1954/1884–1907)
Corps Saxonia Kiel (1953)
Corps Alemannia Wien zu Linz (1982/1962)

## Mitglieder

### Abgeordnete und Minister
- Heinrich von Achenbach (1829–1899), Preußischer Handelsminister, Oberpräsident in Westpreußen und Brandenburg, MdHdA
- Ludwig Achenbach (1812–1879), Oberbürgermeister von Mannheim, Mitglied des badischen Landtages
- Christian Albers (1870–1944), Notar, Mitglied der Bremischen Bürgerschaft
- Gotthard Baier (1816–1898), MdHdA
- Otto Back (1834–1917), Bürgermeister von Straßburg, Präsident der ersten Kammer des Landtags des Reichslandes Elsaß-Lothringen
- Jacob Bredt (1811–1860), Pfarrer, Regierungs- und Schulrat, Bergbauindustrieller, Mitglied des Preußischen Landtags
- Karl-Heinz Buchholz (1914–1958), NSDAP, später DPS; Mitglied des saarländischen Landtags
- Maximilian Clavé von Bouhaben (1814–1882), Rittergutsbesitzer, Kunstsammler, MdHdA
- Hermann Dumrath (1818–1906), Oberregierungsrat, Rittergutsbesitzer, MdHdA
- Adolf Ernst von Ernsthausen (1827–1894), Präfekt von Straßburg 1871, Oberpräsident von Westpreußen, MdHdA
- Hermann Ferno (1812–1895), Landrat des Kreises Usedom-Wollin, Mitglied des Provinziallandtages der Provinz Pommern, MdHdA
- Wilhelm Friessem (1799–1882), Staatsprokurator, MdHdA, Stifter des Corps
- Alexander Grebel (1806–1870), Friedensrichter, Mitglied des Vorparlaments, der 2. Kammer der Preußischen Nationalversammlung, MdHdA
- Erwin Hasenclever (1880–1914), Justiziar und stellvertretendes Vorstandsmitglied der Gelsenkirchener Bergwerks-AG, MdHdA
- Johann Jacob Haßlacher (1869–1940), Generaldirektor der Rheinischen Stahlwerke AG, MdR
- Wilhelm Heinzerling (1828–1896), Richter, Mitglied des Hessischen Verwaltungsgerichtshofes, Lehrbeauftragter für Grundzüge der Rechtswissenschaft und Nationalökonomie, Mitglied und Sekretär der Zweiten Kammer der Landstände des Großherzogtums Hessen, Präsident der Hessischen Landessynode
- Ludwig Heusner (1800–1861), Notar und Mitglied der Frankfurter Nationalversammlung, Stiftungssenior des Corps
- Franz Jakob von Hilgers (1810–1877), Landrat, MdR (Norddeutscher Bund)
- Hermann Hirsch (1815–1900), preußischer Verwaltungsjurist, MdHdA, Ehrenmitglied des Corps
- Gabriel Hubert Iser (1826–1907), Reichsgerichtsrat, MdHdA
- Louis Jaehnigen (1801–1866), Jurist, Mitglied des Staatsrats, MdHH
- Eduard Klemm (1838–1926), Rittergutsbesitzer, MdR
- Gottfried Kuhnt (1884–1967), OLG-Präsident und Justizminister von Schleswig-Holstein
- August Lamey (1816–1896), Präsident des Badischen Landtages und Badischer Minister, erwirkte Amnestie für Revolutionäre von 1848 und Gleichberechtigung der Juden. Sein Denkmal in Mannheim wurde 1935 von der NSDAP entfernt.
- Friedrich Theodor Langen (1800–1882), Stifter des Corps, Mitglied der zweiten Kammer des Großherzogtums Hessen und Mitglied des Siebzehnerausschusses
- Ludolf von Langen (1803–1872), Mitglied der hessen-nassauischen Landesbankdirektion und der ersten Kammer der Landstände des Herzogtums Nassau
- Franz Werner von Leykam (1814–1883), Hessischer Kammerherr, MdR
- Gottfried Meulenbergh (1826–1875), Amtsgerichtsrat, MdR
- Paul Moldenhauer (1876–1947), Aufsichtsrat I.G. Farben bis 1930, Reichswirtschaftsminister 1929, Reichsfinanzminister 1930, MdR 1920–1930, Control Office zur Auflösung der I.G. Farben 1945
- Friedrich Müller (1803–1876), nassauischer (sp. preußischer) Verwaltungsbeamter und Abgeordneter der Landstände des Herzogtums Nassau
- Reinhold Pauli (1823–1882), Historiker, MdHH
- Friedrich Christian Prehn (1810–1875), Syndikus der Stadt Altona, Richter, Abgeordneter zur Schleswig-Holsteinischen Landesversammlung
- Otto von Ramin (1815–1882), Rittergutsbesitzer, MdHdA, MdHH
- Christian Roos (1827–1882), Oberbürgermeister von Krefeld, MdHH
- Rudolph Schramm (1813–1882), Konsul, Publizist, Mitglied der Preußischen Nationalversammlung
- Emil Schüller (1843–1900), Oberbürgermeister von Koblenz, MdHH
- Friedrich Wilhelm Schütz von Holzhausen (1805–1866), Mitglied der Ersten Kammer der Landstände des Herzogtums Nassau
- Friedrich Seubert (1819–1890), Regierungsrat, Gutspächter, MdHdA
- Franz Xaver Statz (1814–1889), Advokat, MdHdA
- Carl Friedrich Tamms (1828–1898), Oberbürgermeister von Stralsund, MdHH
- Eduard von Wattenwyl (1820–1874), Schweizer Jurist, Gutsbesitzer und Politiker
- Friedrich Wendorff (1829–1907), Landgerichtspräsident in Stendal, MdHdA
- Friedrich von Werthern (1804–1864), Geheimer Rat, Staatsminister, Leiter des Landesministeriums des Herzogtums Sachsen-Meiningen

### Kommunal- und Staatsbeamte
- Richard Beissel von Gymnich (1802–1879), Majoratsherr, Landrat des Landkreises Schleiden, Kammerherr, Schlosshauptmann von Koblenz
- Erich Bohnekamp (1901–1955), Landwirt, Kommunalpolitiker, Landrat des Landkreises Rees
- Rudolph von Dewitz (1815–1863), Jurist, Landrat des Landkreises Landsberg (Warthe)
- Wilhelm von Dönniges (1814–1872), Historiker und Diplomat des Königreichs Bayern
- Karl Gerhardt (1864–1939), Landessyndikus und Stellvertreter des Landesdirektors der Provinz Brandenburg, Direktor der Landesversicherungsanstalt Brandenburg
- Curt Godlewski (1880–1959), Präsident des Statistischen Reichsamts
- Alfred Gülcher (1849–1922), Landrat des Landkreises Eupen, Preußischer Verwaltungskommissar von Neutral-Moresnet
- Franz von Guérard (1868–1951), Präsident der Reichsbahndirektion Köln
- Eduard Haber (1866–1947), Gouverneur von Deutsch-Neuguinea, Präsident des Reichsausgleichsamtes
- Gustav Hasselbach (1818–1898), Wirklicher Geheimer Rat, Generaldirektor der indirekten Steuern im Preußischen Finanzministerium, Vorsitzender der Statistischen Zentralkommission
- Clemens August Heckmann (1825–1884), Bürgermeister von Münstermaifeld, Landrat der Landkreise Zell/Mosel und Adenau
- Gustav Kautz (1826–1897), Bürgermeister von Rheinböllen und Moers
- Ernst von Keffenbrinck-Griebenow (1824–1900), Herr auf Schloss Griebenow, Kammerherr, Landrat des Landkreises Grimmen
- Frithjof Kühn (* 1943), Jurist, Landrat des Rhein-Sieg-Kreises
- Gustav von Mauderode (1805–1871), Vizepräsident der Regierung in Münster/W.
- Rudolf Meinecke (1817–1905), Unterstaatssekretär im Preußischen Finanzministerium
- Ferdinand von Nordenflycht (1816–1901), Oberpräsident in der Provinz Schlesien
- Karl Overbeck (1909–1972), Diplomat
- Emil von Rohrscheidt (1809–1886), Landrat des Landkreises Brieg, MdHdA
- Joseph Rolshoven (1842–1902), Amtmann des Amtes Diez, Landrat des Unterlahnkreises
- Gottlieb von Rosen (1822–1892), preußischer Landrat in Wernigerode
- Eduard von Runkel (1801–1882), Oberprokurator, Landrat in Neuwied
- Friedrich von Runkel (1833–1914), Kreisgerichtsrat, Landrat in Neuwied
- Bernhard Frhr. von Scheibler (1825–1888), Jurist, Landrat von Monschau, Rittergutsbesitzer
- Otto Bernhard von Schkopp (1817–1904), General der Infanterie und Gouverneur von Straßburg
- Ferdinand Stiehl (1812–1878), Beamter im preußischen Kultusministerium
- Heinrich Stürtz (1812–1863), Staatsanwalt, Polizeidirektor und Landrat in Aachen
- Jürgen Sudhoff (* 1935), Staatssekretär der Bundesrepublik Deutschland, Vorsitzender des International Club Berlin
- Theodor von Sulzer (1801–1887), Unterstaatssekretär im preußischen Innenministerium
- Herman van der Wijck (1815–1889), Gouverneur von Batavia
- Alfred Zintgraff (1878–1944), Diplomat, Kanzler des Negus von Abessinien

### Mediziner
- August Theodor de Bary (1802–1873), Arzt und Politiker in Frankfurt/M.
- Oskar Dinkler (1861–1922), Professor für Arzneimittellehre in Kairo und Heluan
- Joseph Ignaz Düntzer (1808–1848), Kölner Arzt, Geburtshelfer und Medizinhistoriker
- Herwart Fischer (1885–1938), Rechtsmediziner in Würzburg
- Michael Habs (* 1950), Manager, apl. Professor für Phytopharmakologie, Geschäftsführer bei Dr. Willmar Schwabe
- Carl Heusner (1802–1883), Arzt, Gründer der Kaltwasserheilanstalt Mühlbad in Boppard
- Max Hochrein (1897–1973), Professor, Internist und Arbeitsmediziner
- Dominicus Kalt (1804–1887), Arzt, Gründer des St. Johannes-Hospitals in Bonn, Präsident des Vereins der Ärzte des Regierungsbezirkes Köln, Leibarzt der Prinzessin von Thurn und Taxis
- Otto Kleifeld (1920–2004), Ophthalmologe
- Hans-Reinhard Koch (* 1941), Augenarzt und Verleger
- Hermann Kuhnt (1850–1925), Ophthalmologe, Prorektor der Albertus-Universität
- Otto Gottlieb Mohnike (1814–1887), Arzt und Naturforscher, Generalarzt in der Niederländisch-Indischen Armee, Wegbereiter der Vakzination in Japan
- Heinrich Oidtmann (1861–1912), Arzt, Autor, Besitzer eines Unternehmens für Glasmalerei
- Klaus Reinhardt (* 1960), Allgemeinmediziner, Präsident der Bundesärztekammer, Bundesvorsitzender des Hartmannbundes
- Dietrich Remy (1918–2007), Professor für Innere Medizin
- Franz Richarz (1812–1887), Arzt, Psychiater in Bonn, Arzt von Robert Schumann
- Bernhard Schlegel (1913–1987), Professor für Innere Medizin
- Werner Schopper (1899–1984), Professor für Pathologie
- Karl Speck (1828–1916), Arzt und Begründer der Sport und Arbeitsphysiologie
- Wilhelm Thomé (1809–1846), Augenarzt und Geburtshelfer in Köln
- Emil Ungar (1849–1934), Professor und Begründer der Rechtsmedizin in Bonn

### Naturwissenschaftler und Ingenieure
- Otto Andres (1907–1985), Weingutsbesitzer, Präsident des Bauern- und Winzerverbandes Rheinland-Nassau, Vizepräsident des Deutschen Bauernverbandes, Präsident der Landwirtschaftskammer Rheinland-Pfalz
- Jörg Fleischhauer (* 1939), Professor für Theoretische Chemie an der RWTH Aachen
- Richard Greeff (1829–1892), Mediziner, Zoologe und Hochschullehrer
- Heinrich Kannenberg (1887–1966), Moorforscher
- Hermann Rink (* 1935), Chemiker, Strahlenbiologe, Studentenhistoriker, 1. Vorsitzender des Vorstandes des Verbandes Alter Corpsstudenten (2008–2011)
- Robert Schlumberger von Goldeck (1850–1939), österreichischer Chemiker und Önologe
- Eugen Sell (1842–1896), Nahrungsmittelchemiker, Professor für Analytische Chemie und Nahrungsmittelchemie, Mitglied des Reichsgesundheitsamts
- Franz Wirz (1802–1863), Bergingenieur, Mitglied des Luxemburger Staatsrates
- Karl Lothar Wolf (1901–1969), o. Prof. für Physikalische Chemie, Rektor der Universität Kiel
- Rudolf Zahn (1875–1916), Architekt, Herzoglich sächsischer Hofbaurat

### Philologen, Künstler und Schriftsteller
- Walther Arnsperger (1871–1902), Philosoph
- Otto Braun (1824–1900), Schriftsteller und Journalist
- Adolf Buff (1838–1901), Erzieher von Prinz Leopold, Herzog von Albany, Kaiser Wilhelm II. und Prinz Heinrich von Preußen, Vorsteher des Stadtarchivs Augsburg
- Otto Butterlin (1900–1956), Chemiker und Kunstmaler in Mexiko
- Carl d’Ester (1838–1879), Musikdirektor in Frankfurt am Main und Wiesbaden
- Hermann Heidel (1811–1865), Bildhauer
- Martin Hertz (1818–1895), Altphilologe
- Heinrich Knebel (1801–1859), Philologe
- Franz Moldenhauer (1849–1917), Gymnasialprofessor, Historiker
- Hans-Wolff von Ponickau (1899–1958), Maler und Graphiker
- Jean Louis Sponsel (1858–1930), Direktor des Kgl. Sächsischen Kupferstichkabinetts, des Grünen Gewölbes, des Historischen Museums sowie des Münzkabinetts, 1905–1909 Vorsitzender des Verbandes Alter Corpsstudenten
- Heinrich Ulrichs (1807–1843), Klassischer Philologe
- Otto von Wenckstern (1819–1869), Journalist und Schriftsteller

### Juristen
- Hans Berckemeyer (1873–1957), Ehrenmitglied, Industriejurist im Bergbau
- Walter Fischer (1890–1961), Generalrichter
- Hermann Heinrich Gossen, (1810–1854), Jurist und Wirtschaftswissenschaftler, Vorläufer der Grenznutzenschule und der Mikroökonomik
- Eduard Grundschöttel (1838–1906), Konsistorialpräsident in Danzig und Koblenz
- Carl Haarmann (1865–1950), Generaldirektor und Vorstandsmitglied der Stumm’schen Bergverwaltung
- Otto Karl Hartmann (1882–1945), Versicherungsjurist
- Christian Helfer (1930–2008), Rechtssoziologe
- Gerd Hörnemann (1957–2005), Verwaltungswissenschaftler
- Theodor Friedrich Knyn (1801–1877), Reichskommissar für die Spielbank in Homburg, Präsident des Obergerichts der Provinz Rheinhessen, Stifter des Corps
- Hans-Reinhard Koch (1902–1997), VAC-Funktionär
- Max König (1894–1983), Brauereibesitzer
- Adolph Lesser (1819–1898), Reichsgerichtsrat
- Johann Maas (1828–1899), Generaldirektor der AG für Bergbau, Blei- und Zinkfabrikation in Stolberg
- Johann Jakob von Metzen (1851–1915), Reichsgerichtsrat
- Wilhelm Petri (1826–1897), Richter und Abgeordneter im Herzogtum Nassau
- Dominicus Predari (1818–1880), Reichsgerichtsrat
- Franz Friedrich Schulte (1837–1911), Reichsgerichtsrat
- Otto von Vacano (1827–1897), Präsident des Oberlandesgerichts in Colmar
- Carlos Wetzell (1890–1973), Industriemanager und Industrieller
- Wolfgang Weynen (1913–1994), Hauptgeschäftsführer der Industrie- und Handelskammer Wiesbaden, Vorsitzer der Geschäftsführung der Deutschen Presseagentur

### Theologen
- Otto Fock (1819–1872), Theologe und Historiker
- Joseph Hirschel (1817–1885), Professor für Kirchenrecht, Mainzer Domkapitular
- Wilhelm Ludwig Krafft (1821–1897), Professor für evangelische Theologie an der Universität Bonn